# Triphosa salebrosa
Triphosa salebrosa är en fjärilsart som beskrevs av Louis Beethoven Prout 1937. Triphosa salebrosa ingår i släktet Triphosa och familjen mätare. Inga underarter finns listade i Catalogue of Life.